# SYNC-BEAT BOX 〜893Days〜
『SYNC-BEAT BOX 〜893Days〜』（シンク・ビート・ボックス 〜893デイズ〜）は1999年6月23日にリリースされたaccessの限定BOX。発売元はBMGファンハウス。

## 概要
1stから3rdまでのオリジナルアルバム3枚とライブアルバム2枚の計5枚を発売当時の初回限定版仕様で復刻したBOXセット。藤井徹貫によるライナーノーツが同梱されている。累計売上は0.5万枚を記録した。BMGファンハウスが独自に企画した作品のため、accessおよび浅倉、貴水の公式ディスコグラフィ等には本作は記載されていない。収録作の詳細は各アルバム記事を参照。

## 収録作
アルバム
- FAST ACCESS
- ACCESS II
- DELICATE PLANET

ライブアルバム
- LIVE ZEROS SYNC-ACROSS JAPAN TOUR '93-'94
- LIVE ONES SYNC-ACROSS JAPAN TOUR '93-'94